# Bucovina
Bucovina (en ucraniano: Букoвинa/Bukovina, en rumano: Bucovina) es una región histórica de Europa Oriental, situada en las estribaciones nororientales de los montes Cárpatos, dividida políticamente entre dos países, Ucrania (óblast de Chernivtsí) y Rumania (distrito de Suceava). Su extensión total es de aproximadamente 10.000 km².[cita requerida]

## Historia

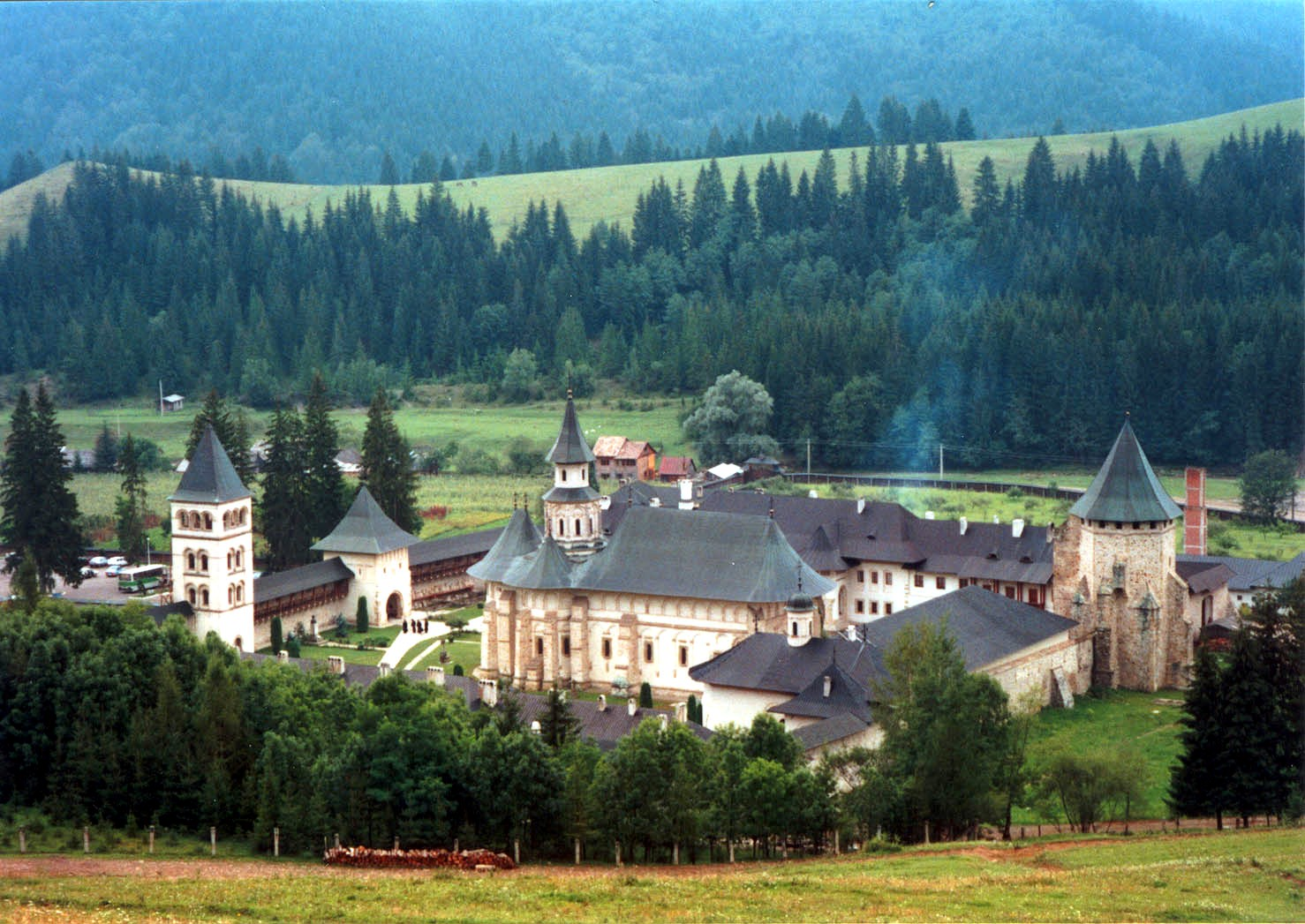
Monasterio de Putna, en Bucovina, construido por el príncipe rumano Esteban III de Moldavia entre 1466 y 1469.

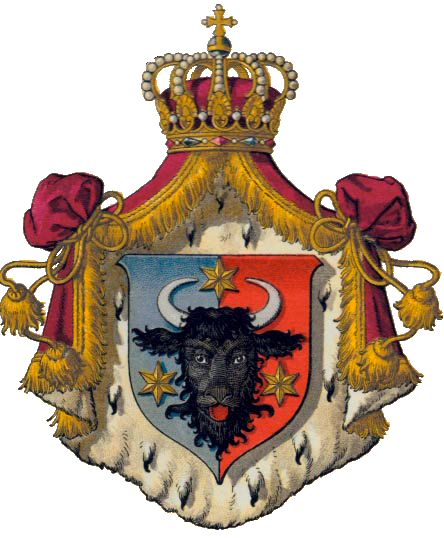
Escudo del Ducado de Bucovina bajo el Imperio de los Habsburgo.

En la Antigüedad el territorio, que mucho después se llamaría Bucovina, estuvo habitado por los dacios, escitas y sármatas. El Imperio romano apenas llegó a dominar momentáneamente algunos sectores del territorio integrándolo a la provincia de Dacia, si bien el control territorial fue mantenido principalmente por los dacios libres (carpos). Desde el siglo III las regiones más llanas fueron invadidas sucesivamente por los godos, hunos, ávaros —en el siglo IV—. En el siglo VII, ante los vacíos demográficos se produjo una sustitución de población en el área septentrional, que tuvo como principales protagonistas a los agricultores eslavos, entre los cuales se encontraban los pechenegos, y luego fue incluida como Estado vasallo de la Rus de Kiev y uno de sus Estados sucesores: el Principado de Galicia-Volinia, el cual sucumbió a la invasión de la Rus de Kiev por el Imperio mongol (entre fines del siglo XIII e inicios del siglo XIV), aunque la población de origen dacio latinizada (es decir: rumana o "valaca") se mantuvo predominante demográficamente en las zonas montañosas y en la mitad sur del territorio.
En el siglo XIV, Bucovina pasó a ser el núcleo fundacional del Principado de Moldavia, Estado con preponderancia étnica y política rumana. Después de 1513, Moldavia empezó a pagar un tributo anual al Imperio otomano, pero permaneció autónoma y siguió siendo gobernada por un príncipe/voivoda rumano, conocido como domnitor o hospodar.
En mayo de 1600, el domnitor rumano Miguel el Valiente consiguió unir a los tres principados rumanos medievales, Transilvania, Valaquia, y Moldavia, en un país que incluía la entera Bucovina. 
Por unos cortos períodos, durante guerras, el Reino de Polonia ocupó partes de Moldavia de norte. Sin embargo, la vieja frontera quedó restablecida cada vez como, por ejemplo, el 14 de octubre de 1703. El delegado polaco Marcin Chomętowski afirmó "Entre nosotros y Valaquia (un nombre utilizado históricamente para designar a Moldavia) Dios mismo estableció el río Dniéster como frontera" (Inter nos et Valachiam ipse Deus flumine Tyras dislimitavit).
Entre 1769 y 1774, el Imperio ruso quitó el territorio a los turcos. Sin embargo, Turquía cedió Bucovina al Imperio austríaco el 21 de julio de 1774 al deber cumplir los tratados de Küçük Kaynarca consecuentes al Tratado de Passarowitz. Rusia aceptó tal cesión a cambio de compensaciones territoriales en Galitzia. De modo que Bucovina pasó a ser parte del Estado austríaco, facilitado esto por la lucha entre las diversas etnias de la región —por ejemplo, la guerra entre los magiares de la parcialidad sícula y los rumanos moldavos que culminó en la batalla de Valea Albă. Aún tras la Revolución Liberal de 1848 que tuvo como una de sus implicaciones la transformación del Imperio austríaco en una "monarquía dual" austrohúngara, Bucovina al igual que las regiones adyacentes se mantuvieron bajo control directo de Austria —como un "Kronland" o " Territorio de la corona"— hasta finalizar la Primera Guerra Mundial en 1918. 

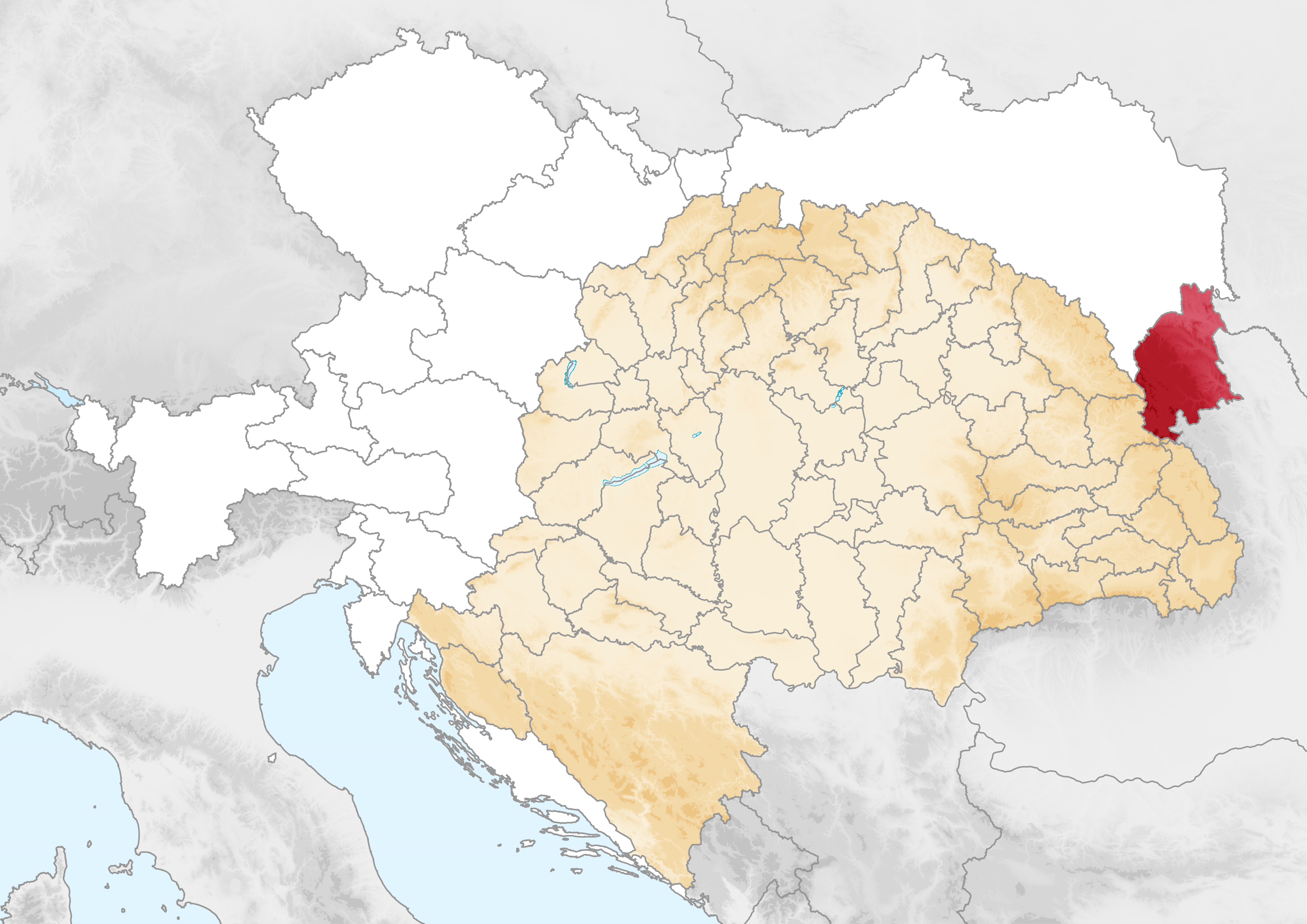
Situación del Ducado de Bucovina dentro del Imperio austrohúngaro.

Bajo la dominación austríaca, pasó a formar parte primeramente de la diócesis de Radauti, luego Bucovina fue —desde 1787— un distrito de la Galicia y posteriormente —desde 1849— un territorio directamente gobernado por la corona austríaca, como una de las provincias cisleitánicas (es decir, bajo directo poder de la corona de los Habsburgo), con el nombre de ducado de Bukowina o Buchenland (en alemán también significaba "País de las hayas" o "Hayedo"); siendo de ese modo un estratégico "Kronland" (territorio de la corona), un ducado, que resultaba como una suerte de cuña económica e ideológica-cultural pangermanista en la Europa Oriental, aunque por maquiavelismo los burócratas que representaban a los intereses austríacos solían ser oriundos de Polonia: los llamados "szluchta". Sin embargo, la creación de la Universidad de "Czernowitz" (Czernowitz era la germanización del nombre de la ciudad de Chernivtsí) de lengua alemana y cátedras ideológicamente pangermanistas tendía a establecer en la región élites "ilustradas" imbuidas de pangermanismo.
Al concluir la Primera Guerra Mundial, Sfatul Ţării (El Consejo del País) de Bucovina votó la unión con Rumania, que fue ratificada por el Tratado de Saint-Germain-en-Laye de 1919. En 1940, Rumania, con su rey Carlos II, se vio obligada a aceptar un ultimátum soviético concerniente al norte de Bucovina (Ocupación soviética de Besarabia y el norte de Bucovina). Al finalizar la Segunda Guerra Mundial, toda Bucovina se halló en poder de la URSS tras la derrota del Tercer Reich. En 1947, por los Tratados de París se establecieron los actuales límites, quedando la mitad norte de Bucovina integrada en la URSS como parte de la República Socialista Soviética de Ucrania, y la mitad sur volvió a formar parte de Rumania. Tras la disolución de la URSS en 1991, la Bucovina septentrional pasó directamente a la actual república de Ucrania, constituyendo la región u óblast de Chernivtsí, región que reúne a la mayor parte de la población y territorio de la Bucovina septentrional, ya que tenía en 2006 una área de 10.410 km² y una población (75% ucraniana) de aproximadamente 730.000 habitantes. En cuanto a la Bucovina meridional o Bucovina rumana, la población y el área territorial son aproximadamente similares, siendo complementadas por el pequeño sector de la Bucovina septentrional que forma parte de la república de Moldavia.

## Nombre

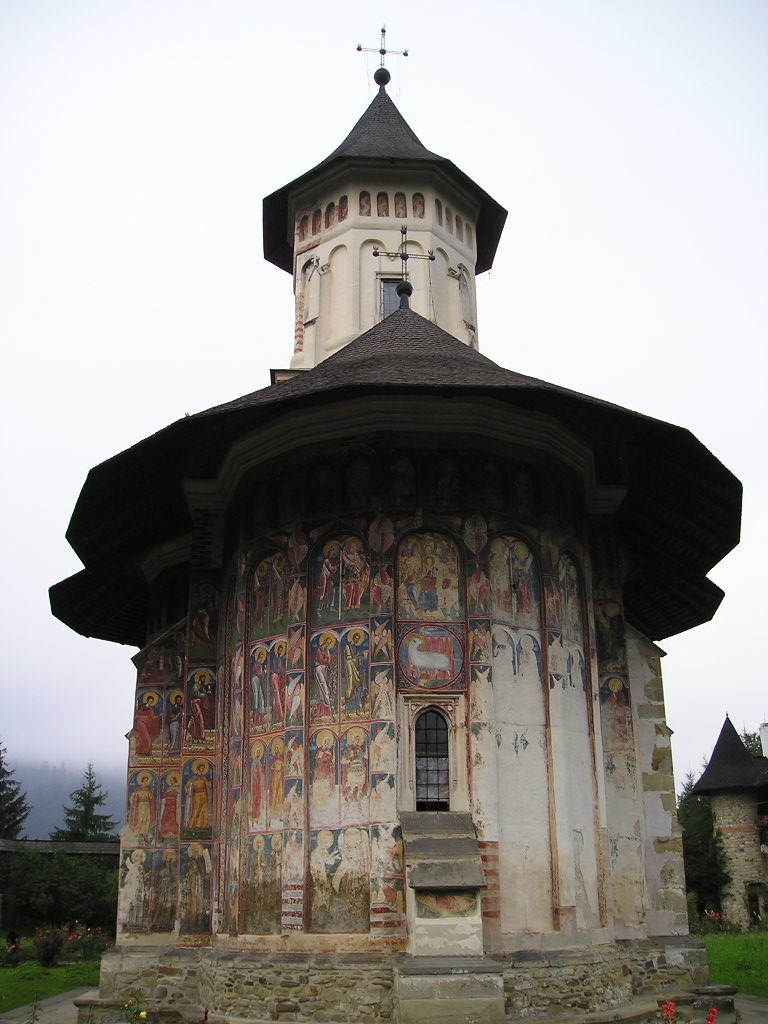
Monasterio de Moldovița. Agosto de 2005.

Durante la Edad Media, Bucovina fue el núcleo histórico de Principado de Moldavia, recibiendo por parte de los rumanos el nombre de Ţara de Sus ('País Alto') en contraposición al Ţara de Jos ('País Bajo'), denominación que recibió la llana Besarabia. 
El nombre Bukovina se convirtió en oficial en 1775, cuando la región, hasta entonces parte del Principado de Moldavia, pasó a formar parte de las posesiones de la monarquía de los Habsburgo, que más tarde se convirtió en el Imperio austríaco (1804) y luego (1867), en el Imperio austrohúngaro. El nombre oficial en alemán, die Bukowina, que llevó la provincia durante todo el período en que estuvo gobernada por los austríacos (1775-1918) procede de la forma polaca Bukowina, que a su vez procede de una palabra común a las lenguas eslavas que significa 'haya' (por ejemplo, бук [buk] en ucraniano), emparentada también con el alemán Buch. Otro nombre alemán de la región, das Buchenland, que tiene un uso fundamentalmente literario, significa también 'tierra de hayas'. También en rumano, en contextos literarios, se utiliza a veces el nombre Ţara Fagilor ('país de las hayas'). 
Hoy en día el nombre no es oficial ni en Ucrania ni en Rumania, aunque a veces se utiliza para referirse al Óblast de Chernivtsí (2/3 del territorio del óblast constituyen la parte norte de Bucovina). En Rumanía, se habla de Bucovina del Norte para hacer referencia al óblast de Chernivtsí, y de Bucovina del Sur para hablar del distrito rumano de Suceava, aunque sólo un 10% del distrito es territorio de la región histórica de Bucovina.

## Geografía
La parte sudoccidental de Bucovina es montañosa, correspondiendo a las laderas septentrionales de los montes Cárpatos que señalan los límites meridionales y occidentales de Bucovina. La parte nororiental es una penillanura de depósitos aluviales (loessicos) correspondientes a la Llanura Sarmática.
El clima es continental, con inviernos fríos (-4 °C temperatura media de enero) y veranos cálidos (25 °C de temperatura media en el mes de julio) y un régimen de precipitaciones muy moderado (aproximadamente 635 mm/año); la mayor parte de las precipitaciones se dan en forma de lluvias durante el estío.
Bucovina se encuentra avenada por numerosos ríos afluentes de la cuenca del mar Negro: Moldova, Siret, Prut y el Dniéster, siendo el último de los mencionados el que constituye los límites septentrionales y orientales de Bucovina.

## Población

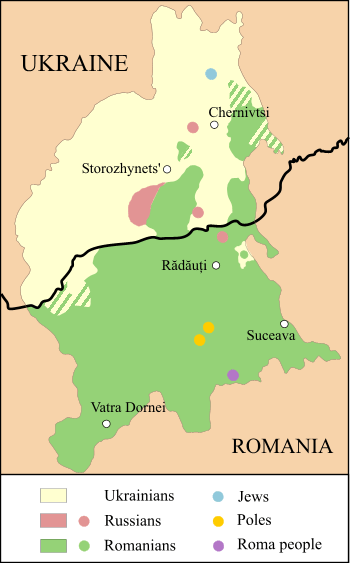
Mapa étnico de la Bucovina —rumana y ucraniana— según el censo rumano del año 2002.

Aunque más de la mitad de la población era considerada rural en 2005, los principales núcleos urbanos son: Chernivtsí (en rumano: Cernăuţi; en ucraniano: Чернівці; en ruso: Черновцы y Czernowitz en alemán y polaco) ciudad que fuera la capital y principal centro cultural, situada actualmente en territorio ucraniano como capital de la provincia homónima, óblast de Chernivtsí, mientras que Suceava, Siret, Dorohoi y Câmpulung Moldevenesc, Rădăuţi se hallan en Rumania.
Según el censo rumano de 2002, en la Bucovina Sur o Bucovina actualmente rumana el 97,5% de la población es rumana, habiendo una minoría del 1,2% de ucranianos. Por su parte, para la Bucovina Norte o actualmente ucraniana, el censo ucraniano de 2001 daba un 75% (684.168 personas) de nacionalidad ucraniana, mientras que los hablantes de idioma rumano se desglosan en 12,5% (114.600 personas) de rumanos y 7,3% (67.000 personas) de moldavos, con un 4,1% de rusos. También hay grupos de gitanos. Al sudeste de la región (raiones de Putyla y Vízhnitsia) se encuentra la región histórico-etnográfica de Hutsúlshchina, habitada por los hutsules, subgrupo étnico ucraniano, influidos culturalmente por los rumanos y otros pueblos balcánicos, si bien se autoidentifican como ucranianos.

## Economía
Los suelos son muy fértiles, lo cual ha facilitado la existencia de densos bosques. La superficie forestal cubre un 60% del territorio; las hayas ocupan las altitudes medias y las coníferas (principalmente abetos) las zonas elevadas. La existencia de bosques ha favorecido la industria maderera. Le sigue en importancia la agricultura de cereales en las regiones llanas. Existe alguna actividad minera con pequeña extracción de petróleo y sal.